# Ахензе
Ахензе (также Ахен; Ахенское озеро) —  самое большое и живописное из альпийских озёр в австрийском Тироле. Оно окружено круто спускающимися склонами гор, поднимающихся до 2000 м высотой.
Длина этого озера, отличающегося ярко-голубым цветом воды, - 8 км, ширина от 1 до 2 км, а глубина до 133 метров. Качество воды в озере сравнимо с питьевой, а прозрачность достигает десяти метров. Температура воды редко превышает 20 °C.
Благодаря своему размеру и ветрам озеро прекрасно подходит для катания на парусниках и занятий виндсёрфингом.